# Institución Tello Téllez de Meneses

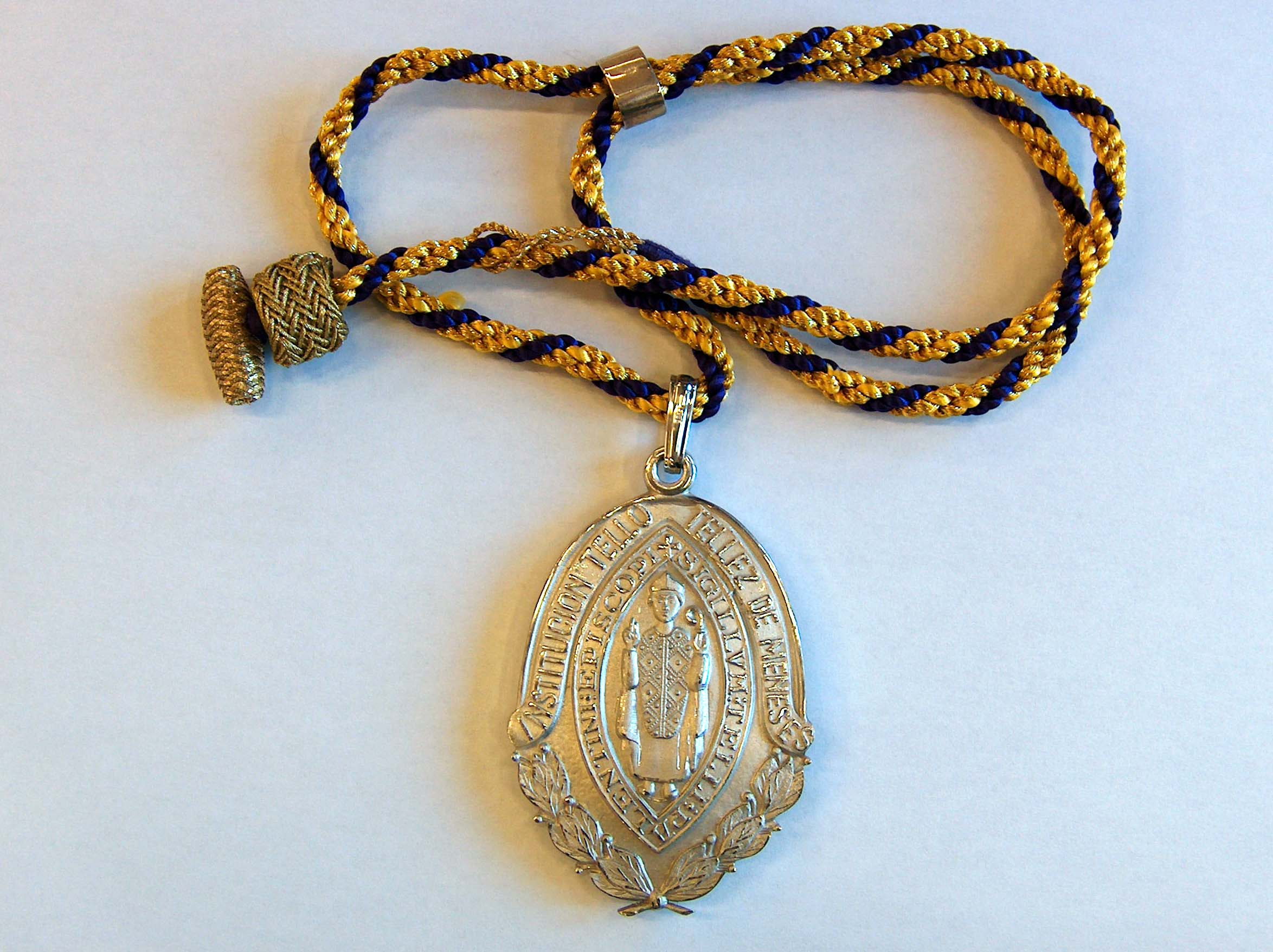
Medalla con la que los académicos de la Institución ofician cada uno de sus actos.

La Institución Tello Téllez de Meneses. Academia Palentina de Historia, Letras y Bellas Artes es una corporación de derecho público, con personalidad jurídica propia y capacidad plena para el cumplimiento de sus fines, que se rige, además de por sus Estatutos, por la legislación vigente para las Academias Científicas y Culturales de competencia de la Comunidad de Castilla y León.
Los fines de la Academia, de acuerdo con el art. 2 de los Estatutos, son: recuperar, cultivar, promover y difundir los valores históricos, artísticos y literarios de la ciudad y provincia de Palencia. Y para el cumplimiento de los mismos, abarca las siguientes actividades:
1. Velar por la conservación de los monumentos y obras de arte.
2. Emitir informes destinados al Gobierno de España, Junta de Castilla y León y Corporaciones e Instituciones locales, especialmente a la Diputación de Palencia y los Ayuntamientos de la provincia.
3. Mantener contacto con otras Academias, para hacer más eficaz su labor.
4. Fomentar la investigación y publicación de monografías de temas relacionados con sus fines.
5. Organizar sesiones científicas de contenido relacionado con sus fines.
6. Organizar actividades culturales de toda índole, en aras al cumplimiento de sus fines.

En la actualidad forman la Institución veintiún académicos numerarios, y tres académicos electos, de los veinticinco previstos reglamentariamente.
El actual director, desde el 4 de septiembre de 2020, es el investigador Rafael Del Valle Curieses.
La Institución Tello Téllez de Meneses (ITTM), pertenece a la Confederación Española de Centros de Estudios Locales (CECEL), la cual se encuentra vinculada al Consejo Superior de Investigaciones Científicas (CSIC). Su órgano de expresión es la revista “PUBLICACIONES DE LA INSTITUCIÓN TELLO TÉLLEZ DE MENESES”, que viene editándose ininterrumpídamente desde 1949; en la actualidad su periodicidad es anual, habiendo llegado al número 90.

## Historia
En 1949 se constituyó el Centro de Estudios Palentinos con el nombre de Institución Tello Téllez de Meneses en recuerdo del célebre obispo de Palencia entre 1208 y 1247. que transformó las escuelas catedralicias en el primer Estudio General de España. Desde el momento inicial, la Diputación Provincial de Palencia, no sólo alentó, sino que tuteló la creación de la Institución, patrocinando desde entonces el Centro de Estudios. El Reglamento
fundacional fue aprobado por el Pleno de la Diputación de Palencia el 20 de enero de 1949, fijando el número de académicos en veinte. El 9 de abril de 1949 se nombraron los doce primeros académicos, siendo designado también el primer Secretario General. Tomaron posesión en la sesión de constitución oficial de la Institución que se celebró en el Salón de Plenos del Palacio Provincial el 22 de abril.
El Consejo Pleno de la Institución de 16 de mayo de 1977 aprobó el segundo Reglamento, que fue ratificado por el Pleno de la Diputación de 13 de julio del mismo año. Desde esta fecha el número de académicos numerarios pasó a ser de treinta. El 14 de abril de 1983 el Pleno de la Diputación aprobó el tercer Reglamento, modificado parcialmente el 10 de mayo de 1988.
Tras la celebración del cincuenta aniversario de la creación de la Institución se acordó reformar el Reglamento y después de los trabajos de la Comisión nombrada al efecto, el Consejo Pleno del 17 de febrero de 2001 aprobó el nuevo texto, que fue ratificado por el Pleno de la Diputación de 16 de abril de 2001. Hasta ese momento, la Institución Tello Téllez de Meneses, siempre funcionando en régimen de Academia, y patrocinada por la Diputación de Palencia, estaba constituida como un Consejo Sectorial para la promoción de la cultura, al amparo de lo dispuesto en el art. 130 y siguientes del Reglamento para la Organización, Funcionamiento y Régimen Jurídico de las Corporaciones Locales, aprobado por R.D. 2568/1986, de 28 de noviembre.
En el año 2012, para dar cumplimiento a lo dispuesto en el Decreto 20/2011, de la Junta de Castilla y León, por el que se regulan las Academias Científicas y Culturales en la Comunidad, la Institución inició los trámites necesarios para acomodarse al mismo y, en virtud de ello, la Junta de Castilla y León, por Acuerdo 57/2013, de 31 de julio, aprobó los nuevos Estatutos de la Institución Tello Téllez de Meneses. Academia Palentina de Historia, Letras y Bellas Artes.

## Académicos actuales
- Juliana-Luisa González Hurtado (Cisneros, 06-09-1933): Ingresó el 28-11-1975.
- César González Mínguez (Palencia, 26-12-1943): Ingresó el 29-05-1992.
- Rafael Ángel Martínez González (Palencia 11-11-1954): Ingresó el 20-01-1994.
- Marcelino García Velasco (Palencia, 26-04-1936): Ingresó el 30-05-1996.
- Faustino Narganes Quijano (Traspeña de la Peña, 17-02-1948): Ingresó el 11-04-1997.
- Eloy Ybáñez Bueno (Villarramiel, 03-07-1930): Ingresó el 25-05-1999.
- José María Pérez González (Cabezón de Liébana, 28-09-1941): Ingresó el 03-03-2000.
- Alberto Marcos Martín (Buenavista de Valdavia, 21-05-1953): Ingresó el 30-05-2003.
- Rafael Del Valle Curieses (Carrión de los Condes, 24-10-1941): Ingresó el 31-10-2003.
- José Antonio Abásolo Álvarez (Pancorbo, 23-11-1947) Ingresó el 04-06-2004.
- Pablo García Colmenares (Pino de Viduerna, 09-08-1953): Ingresó el 03-06-2005.
- Fernando Franco Jubete (Palencia, 12-02-1948): Ingresó el 09-02-2007.
- Antonio Cabeza Rodríguez (Palencia, 30-07-1960): Ingresó el 05-06-2009.
- Miguel de Santiago Rodríguez (Fuentes de Nava, 17-10-1948): Ingresó el 14-12-2010.
- Juan Andrés Oria de Rueda Salgueiro (Burgos, 1960): Ingresó el 26-05-2015.
- César Augusto Ayuso Picado (Reinoso de Cerrato, 15-08-1954): Ingresó el 26-11-2015.
- Andrea Herrán Santiago (Fuentes de Nava, 13-09-1947): Ingresó el 29-01-2016.[4][5]
- María Teresa Alario Trigueros (Palencia, 17-06-1954): Ingresó el 12-05-2016.[6]
- Julián Alonso Alonso (Palencia, 20-09-1955): Ingresó el 09-03-2017.[7]
- Beatriz Quintana Jato (Lugo, 18-05-1952): Ingresó el 17-05-2018.[8]

## Antiguos académicos
- Severino Rodríguez Salcedo (Villabrágima, 01-11-1886 - Palencia, 16-9-66[9]): Ingresó el 22-4-1949.
- Gonzalo Castrillo Hernández (Villalpando, 1875; Palencia, 21-1-57[10]): Ingresó el 22-4-1949.
- Ramón Revilla Vielva (Salinas de Pisuerga, 25-6-1882 - Palencia, 7-7-78[11]): Ingresó el 22-4-1949.
- Arcadio Torres Martín (m. 4-9-98): Ingresó el 22-4-1949.
- Mariano Timón Ambrosio (Villanueva de la Vera, 1905[12] - Palencia, 19-1-76): Ingresó el 22-4-1949.
- Germán Calvo González (Palencia, 1910 - Íd. 13-2-95[13]): Ingresó el 22-4-1949.
- Rafael Navarro García (Madrid, 1870[14] - Íd. 25-11-52): Ingresó el 22-4-1949.
- Jesús San Martín Payo (Lomas de Campos, 1-1-1906[15] - Valladolid, 9-4-92): Ingresó el 22-4-1949.
- Francisco del Valle Pérez (Carrión de los Condes, 27-7-1901 - Palencia, 13-4-72): Ingresó el 22-4-1949.
- Esteban Ortega Gato (m. 20-11-99): Ingresó el 22-4-1949.
- Vicente Almodóvar Rodríguez (m. 5-6-70): Ingresó el 22-4-1949.
- Felipe Ruiz Martín (Palacios de Campos, 1915-Madrid, 26-1-04): Ingresó el 22-4-1949.
- Guillermo Herrero Martínez de Azcoitia (m. 28-7-98): Ingresó el 6-11-1955.
- José María Fernández Nieto (Mazariegos 7-12-1920-Palencia, 17-01-2013): Ingresó el 16-12-1957.
- Manuel Carrión Gútiez (Carrión de los Condes, 17-06-1930 - Madrid, 3-6-2016[16]): Ingresó el 17-04-1961.
- Antonio Álamo Salazar (Pozaldez, 1921-Castellanos de Moriscos, 23-12-1981): Ingresó el 20-03-1962.
- Cesar Fernández Ruiz (n. 24-10-66): Ingresó el 14-1-1965.
- Mariano Fraile Hijosa (Vega de Bur 4-07-1928-Palencia, 01-11-2012[16]): Ingresó el 25-03-1965.
- Pablo Cepeda Calzada (m. 3-9-90): Ingresó el 20-3-1968.
- Jesus Castañón Díez (m. 16-4-90): Ingresó el 14-5-1968.
- Casilda Ordóñez Ferrer (Palencia 20-02-1931-ibídem 4-12-2009): Ingresó el 15-03-1971.
- Antonio González Lamadrid (Bárago, 26-8-1923 - m. 14-3-99[16]): Ingresó el 3-4-1971.
- Pablo Lalanda Carrobles (m. 5-3-2005): Ingresó el 31-4-1971.
- Jesús Mateo Romero (m. 29-11-98): Ingresó el 20-12-1971.
- Ángel Sancho Campo (Valdeolmillos, 30-01-1930 - m.2016[16]): Ingresó el 10-03-1975.
- Ángel Casas Carnicero (Villada, 30-12-1920-Sevilla 02-09-2011)): Ingresó el 17-02-1980.
- Abilio Burgos de Pablo (m. 1-1-93): Ingresó el 17-2-1983.
- Félix Buisan Cítores (m. 20-4-91): Ingresó el 15-2-1985.
- Mª Valentina Calleja González (m. 14-3-99): Ingresó el 24-2-1986.
- Carmen Trapote Sinovas (m. 13-1-2007): Ingresó el 23-3-1988.
- Santiago Francia Lorenzo (Villasila de Valdavia, 15-01-1934-Palencia, 23-09-2014): Ingresó el 26-05-1988.
- Eugenio Fontaneda Pérez (m. 10-5-91): Ingresó el 10-2-1990.
- Felipe Calvo Calvo (m. 24-11-92): Ingresó el 26-3-1990.
- César Albiñana García-Quintana (Alar del Rey, 17-10-1920-Madrid, 12-03-2007): Ingresó el 06-03-1992.
- Manuel Revuelta González (Población de Campos, 01-01-1936-Salamanca, 16 de julio de 2019): Ingresó el 04-05-1992.
- Pedro Miguel Barreda Marcos (n. Buenavista de Valdavia, 29-06-1931- Palencia 17 de febrero de 2016): Ingresó el 03-03-1994.
- Javier Cortes Álvarez de Miranda (Santander, 06-12-1929-Palencia 03-03-2009): Ingresó el 26-04-1996.
- Gonzalo Ortega Aragón (Cubillas de Cerrato, 19-02-1942-Palencia, 20-12-2018): Ingresó el 24-01-1997.
- Miguel Ángel García Guinea (Alceda 06-07-1922-Mompía, 05-11-2012): Ingresó el 15-03-2002.
- Lorenzo Carrascal Román (Pesquera de Duero, 08-04-1932-Palencia, 17-12-2008): Ingresó el 15-02-2008.
- Gonzalo Alcalde Crespo (Palencia, 25-10-1953-Palencia, 02-08-2020): Ingresó el 12-12-1995.